# Henrik Nyman
Henrik Otto Johannes Nyman, född 12 december 1908 i Strängnäs, död 11 februari 1974, var en svensk jurist som var borgmästare i Eskilstuna stad från 1950 till 1970.
Nyman blev juris kandidat vid Stockholms högskola 1931 och genomförde sin tingstjänstgöring 1931-1934 innan han blev fiskal i Svea hovrätt 1935. Han blev rådman i Eskilstuna rådhusrätt 1939 och borgmästare där 1950, efter att varit tillförordnad 1940-1944. Han fick också förordande som lagman i Eskilstuna tingsrätt men var sjukskriven redan från hösten 1970, och avgick formellt som lagman i september 1971.
Nyman var son till rektor Nils Nyman och hans maka Thekla, född Bergquist. Han var från 1939 gift med Barbro, född Carlsson 1917.